# Wojciech Rędziak
Wojciech Piotr Rędziak (ur. 28 marca 1966 w Wałbrzychu, zm. 1 października 2024 w Nowej Soli) – polski siatkarz, grający na pozycji przyjmującego i środkowego, trener siatkarski.

## Życiorys
Był synem Kazimierza i Alicji Rędziak. Reprezentował barwy Chełmca Wałbrzych i Orła Międzyrzecz.
W sezonie 2010/2011 powrócił na jeden sezon do czynnego grania – do zespołu KS Orzeł Międzyrzecz, który powstał w miejsce zlikwidowanego MKS Orzeł Międzyrzecz AZS-AWF i pomógł wywalczyć awans do II ligi.
W 2011 roku wraz z zespołem z Międzyrzecza wywalczył Mistrzostwo Polski Old Boyów w kategorii +35.
Zmarł 1 października 2024 roku w szpitalu, w Nowej Soli. Został pochowany 9 października 2024 roku na cmentarzu komunalnym w Międzyrzeczu.